# Енцерсдорф-ан-дер Фіша
Енцерсдорф-ан-дер-Фіша (нім. Enzersdorf an der Fischa) — торгова громада з 3584 мешканцями (станом на 1 січня 2023 року) в окрузі Брук-ан-дер-Лайта в Нижній Австрії.

## Географія
Енцерсдорф-ан-дер Фіша розташований у промисловому районі Нижньої Австрії на західних схилах Arbesthaler Hügelland при злитті Reisenbach і Fischa. Площа торгового містечка займає 31,43 квадратних кілометрів. З них 69,5 відсотка займають сільськогосподарські угіддя та 16 відсотків займають ліси.

## Конгрегаційна структура
До складу муніципального району входять наступні два населених пункти (кількість жителів у дужках станом на 1 січня 2023):
- Енцерсдорф-ан-дер-Фіша (2113)
- Маргаретен-ам-Моос (1471)

Громада складається з кадастрових громад Енцерсдорф-ан-дер-Фіша, Маргаретен-ам-Моос і Унтервальд.

## Історія
У давнину територія громади входила до складу провінції Паннонія.
Походження назви неясно. У всякому разі, про легендарного графа Енці розповідають і сьогодні. За аналогією з ринковими містами Грос-Енцерсдорф і Марія-Енцерсдорф, ймовірно, воно походить від власної назви «Енгельшальк».
Енцерсдорф вперше згадується в документі 1050 року, а Маргаретен-ам-Моос — 1045 року. Добровільна пожежна команда була заснована в Маргаретені в 1877 році, а в Енцерсдорфі — у 1880 році. У 1882 році почалися роботи по руйнуванню замку. У 1927 році землетрус завдав великої шкоди муніципальній території. Volksheim був побудований в 1969 році. У 1970 році він був об'єднаний з муніципалітетом Маргаретен/Моос. У 1985 році права ринку були відновлені.

## Населення
Населення стрімко зростає з 1980-х років. Баланс народжуваності збалансований, але сальдо міграції є дуже позитивним.